# Дюбоск, Альбер (яхтсмен)
Альбер Дюбоск (фр. Albert Dubosq; 2 октября 1863 года, Рен — 10 декабря 1946 года, Ницца) — французский яхтсмен, бронзовый призёр летних Олимпийских игр 1900 года.

## Биография
Альбер Дюбоск родился 2 октября 1863 года в Рене. Был художником, являлся членом секции парусного спорта Морского центра Ниццы. На Олимпиаде 1900 с Эдуаром Мантуа, Люсьеном Бодрье и рулевым Жаком Бодрье был членом экипажа лодки последнего Nina Claire, на которой принял участие в двух гонках среди лодок водоизмещением от 1 до 2 тонн в парусном спорте. В первой гонке пришёл третьим, во второй — четвёртым, выиграв бронзовую медаль.